# Halichondria dubia
Halichondria dubia är en svampdjursart som först beskrevs av Voldemar Czerniavsky 1880.  Halichondria dubia ingår i släktet Halichondria och familjen Halichondriidae.
Artens utbredningsområde är havet utanför Ukrainia. Inga underarter finns listade i Catalogue of Life.